# Merla d'Abissínia
La merla d'Abissínia (Turdus abyssinicus) és un ocell de la família dels túrdids (Turdidae).

## Hàbitat i distribució
Habita boscos i vegetació de ribera de Sudan del Sud, Etiòpia i Eritrea i cap al sud, a través d'Uganda, oest i centre de Kenya, nord-est i est de la República Democràtica del Congo, Ruanda, Burundi i nord, oest i centre de Tanzània fins al nord-est de Zàmbia i nord de Malawi.
1. ↑  «Merla d'Abissínia». Cercaterm.  TERMCAT, Centre de Terminologia. Rev. 20/01/2022(català)